# Copa de Competencia Adolfo Bullrich 1909
La Copa de Competencia Adolfo Bullrich 1909, también llamada Copa Bullrich 1909, fue la séptima edición de esta competición oficial y de carácter nacional, organizada por la Argentine Football Association.
Participaron algunos de los equipos de la Segunda División, a los que se les sumaron Estudiantes Juniors y Junín.
La competencia consagró campeón por primera vez a Independiente, al vencer por 1 a 0 en la final al segundo equipo de San Isidro.

## Sistema de disputa
Los equipos se enfrentaron entre sí por eliminación directa a partido único. En caso de igualdad se disputó un desempate.

## Equipos participantes
Se desconoce la totalidad de participantes.
| Equipo              | Ciudad          |
| ------------------- | --------------- |
| Alumni II           | Buenos Aires    |
| Boca Juniors        | Buenos Aires    |
| Banfield            | Lomas de Zamora |
| Estudiantes II      | Buenos Aires    |
| Estudiantes Juniors | Buenos Aires    |
| Estudiantil Porteño | Buenos Aires    |
| Ferro Carril Oeste  | Buenos Aires    |
| Gimnasia y Esgrima  | Buenos Aires    |
| Independiente       | Avellaneda      |
| Instituto Americano | Adrogué         |
| Junín               | Junín           |
| Racing              | Avellaneda      |
| River Plate II      | Buenos Aires    |
| San Isidro II       | San Isidro      |

## Fase preliminar
| 20 de mayo | Ferro Carril Oeste | vs. | Estudiantes Juniors |  |  |

| 20 de mayo | Alumni II | 0:1 | Independiente | cancha de Lomas, Lomas de Zamora |  |
|            |           |     | Collazo       |                                  |  |

| 20 de mayo | Boca Juniors                  | 3:1 (1:0) | Estudiantes II | cancha de Boca Juniors, Buenos Aires |  |
|            | Penney 20' (50) · Bonatti 70' | Reporte   | 81' Rodríguez  |                                      |  |

| 20 de mayo | Instituto Americano | 2:1 | Banfield | cancha de Instituto Americano, Adrogué |  |

## Fase final

### Cuadro de desarrollo
|  | Octavos de final    | Octavos de final |                     |                    | Cuartos de final | Cuartos de final |  |                      | Semifinales | Semifinales |  |               | Final | Final |  |
|  |                     |                  |                     |                    |                  |                  |  |                      |             |             |  |               |       |       |  |
|  |                     |                  |                     |                    |                  |                  |  |                      |             |             |  |               |       |       |  |
|  | Ferro Carril Oeste  | 7                |                     |                    |                  |                  |  |                      |             |             |  |               |       |       |  |
|  | Ferro Carril Oeste  | 7                |                     |                    |                  |                  |  |                      |             |             |  |               |       |       |  |
|  | Instituto Americano | 1                |                     |                    |                  |                  |  |                      |             |             |  |               |       |       |  |
|  | Instituto Americano | 1                |                     | Ferro Carril Oeste | 0                |                  |  |                      |             |             |  |               |       |       |  |
|  |                     |                  |                     | Ferro Carril Oeste | 0                |                  |  |                      |             |             |  |               |       |       |  |
|  |                     |                  | Independiente       | 1                  |                  |                  |  |                      |             |             |  |               |       |       |  |
|  | Independiente       | 5                | Independiente       | 1                  |                  |                  |  |                      |             |             |  |               |       |       |  |
|  | Independiente       | 5                |                     |                    |                  |                  |  |                      |             |             |  |               |       |       |  |
|  | Gimnasia y Esgrima  | 1                |                     |                    |                  |                  |  |                      |             |             |  |               |       |       |  |
|  | Gimnasia y Esgrima  | 1                |                     |                    |                  |                  |  | Independiente (t.s.) | 3           |             |  |               |       |       |  |
|  |                     |                  |                     |                    |                  |                  |  | Independiente (t.s.) | 3           |             |  |               |       |       |  |
|  |                     |                  | Estudiantil Porteño | 2                  |                  |                  |  |                      |             |             |  |               |       |       |  |
|  | Boca Juniors        | 4                | Estudiantil Porteño | 2                  |                  |                  |  |                      |             |             |  |               |       |       |  |
|  | Boca Juniors        | 4                |                     |                    |                  |                  |  |                      |             |             |  |               |       |       |  |
|  | Junin               | 2                |                     |                    |                  |                  |  |                      |             |             |  |               |       |       |  |
|  | Junin               | 2                |                     | Boca Juniors       | 3                |                  |  |                      |             |             |  |               |       |       |  |
|  |                     |                  |                     | Boca Juniors       | 3                |                  |  |                      |             |             |  |               |       |       |  |
|  |                     |                  | Estudiantil Porteño | 4                  |                  |                  |  |                      |             |             |  |               |       |       |  |
|  | Estudiantil Porteño | 2                | Estudiantil Porteño | 4                  |                  |                  |  |                      |             |             |  |               |       |       |  |
|  | Estudiantil Porteño | 2                |                     |                    |                  |                  |  |                      |             |             |  |               |       |       |  |
|  | Racing              | 0                |                     |                    |                  |                  |  |                      |             |             |  |               |       |       |  |
|  | Racing              | 0                |                     |                    |                  |                  |  |                      |             |             |  | Independiente | 1     |       |  |
|  |                     |                  |                     |                    |                  |                  |  |                      |             |             |  | Independiente | 1     |       |  |
|  |                     |                  | San Isidro II       | 0                  |                  |                  |  |                      |             |             |  |               |       |       |  |
|  |                     |                  | San Isidro II       | 0                  |                  |                  |  |                      |             |             |  |               |       |       |  |
|  |                     |                  |                     |                    |                  |                  |  |                      |             |             |  |               |       |       |  |
|  |                     |                  |                     |                    |                  |                  |  |                      |             |             |  |               |       |       |  |
|  |                     |                  |                     |                    |                  |                  |  |                      |             |             |  |               |       |       |  |
|  |                     |                  |                     |                    |                  |                  |  |                      |             |             |  |               |       |       |  |
|  |                     |                  |                     |                    |                  |                  |  |                      |             |             |  |               |       |       |  |
|  |                     |                  |                     |                    |                  |                  |  |                      |             |             |  |               |       |       |  |
|  |                     |                  |                     |                    |                  |                  |  |                      |             |             |  |               |       |       |  |
|  |                     |                  |                     |                    |                  |                  |  |                      |             |             |  |               |       |       |  |
|  |                     |                  |                     |                    |                  |                  |  |                      |             |             |  |               |       |       |  |
|  |                     |                  |                     |                    |                  |                  |  |                      |             |             |  |               |       |       |  |
|  |                     |                  |                     |                    |                  |                  |  |                      |             |             |  |               |       |       |  |
|  |                     |                  |                     |                    |                  |                  |  |                      |             |             |  |               |       |       |  |
|  |                     |                  |                     |                    |                  |                  |  |                      |             |             |  |               |       |       |  |
|  |                     |                  |                     |                    |                  |                  |  |                      |             |             |  |               |       |       |  |
|  |                     |                  |                     |                    |                  |                  |  |                      |             |             |  |               |       |       |  |
|  |                     |                  |                     |                    |                  |                  |  |                      |             |             |  |               |       |       |  |
|  |                     |                  |                     |                    |                  |                  |  |                      |             |             |  |               |       |       |  |
|  |                     |                  |                     |                    |                  |                  |  |                      |             |             |  |               |       |       |  |
|  |                     |                  |                     |                    |                  |                  |  |                      |             |             |  |               |       |       |  |
|  |                     |                  |                     |                    |                  |                  |  |                      |             |             |  |               |       |       |  |
|  |                     |                  |                     |                    |                  |                  |  |                      |             |             |  |               |       |       |  |
|  |                     |                  |                     |                    |                  |                  |  |                      |             |             |  |               |       |       |  |

### Final
| 8 de septiembre | Independiente | 1:0 (1:0) | San Isidro II | Estadio de Ferro Carril Oeste, Buenos Aires |  |
|                 | Viegas 81'    |           |               |                                             |  |

|                                   |
|                                   |
| Campeón Independiente 1.er título |